# Aleksander Herzog
Aleksander Edward Herzog (ur. 10 lipca 1951 w Krakowie, zm. 1 stycznia 2024) – polski prawnik, prokurator, działacz opozycji w okresie PRL.

## Życiorys
Jako uczeń IV Liceum Ogólnokształcącego w Krakowie został w marcu 1968 zatrzymany za kolportaż ulotek i relegowany ze szkoły. Maturę zdał w 1969 w XIII Liceum Ogólnokształcącym w Krakowie. W 1973 ukończył studia prawnicze na Uniwersytecie Jagiellońskim i w tym samym roku rozpoczął aplikację prokuratorską. W 1974 został asesorem Prokuratury Powiatowej w Krakowie, w tym samym roku został członkiem PZPR. Od 1976 pracował jako podprokurator i wiceprokurator w Prokuraturze Rejonowej dla Dzielnicy Nowa Huta w Krakowie, równocześnie od 1976 był przewodniczącym Rejonowego Ośrodka Społeczno-Prawnego przy Zarządzie Dzielnicowym ZSMP w Nowej Hucie.
We wrześniu 1980 zaangażował się w tworzenie struktur NSZZ „Solidarność”, od grudnia 1980 do grudnia 1981 był wiceprzewodniczącym Komisji Zakładowej „Solidarności” w Prokuratorze Wojewódzkiej w Krakowie, od lutego 1981 do grudnia 1981 równocześnie przewodniczącym Komisji Koordynacyjnej „Solidarności” Pracowników Prokuratury PRL. Angażował się w prace Centrum Obywatelskich Inicjatyw Ustawodawczych Solidarności.
18 grudnia 1981 został zwolniony z pracy w prokuraturze, z uwagi na odmowę złożenia deklaracji lojalności po ogłoszeniu stanu wojennego. 31 maja 1982 Prokurator Generalny zmienił tryb zwolnienia na „porozumienie stron”, co było wynikiem zaskarżenia wcześniejszej decyzji do Naczelnego Sądu Administracyjnego. Do 1990 pracował w różnych instytucjach krakowskich jako radca prawny. Równocześnie w latach 1982–1989 współpracował z Komitetem Helsińskim. W latach 1982–1983 współorganizował Radio „Solidarność” Małopolski. Został zatrzymany 10 czerwca 1983 w czasie nadawania jednej z audycji, następnie zwolniony 20 lipca 1983. Od 1983 zajmował się wydawaniem i kolportażem książek i pism drugiego obiegu, m.in. w ramach Wydawnictwa Kraków, zajmował się m.in. wydawaniem serii Zeszyty Związkowe (1984–1985 – z Janem Dziadoniem i Tadeuszem Syryjczykiem) oraz pisma Małopolskiego Komitetu Walki o Praworządność Paragraf (1986–1989). Publikował w tym ostatnim piśmie oraz m.in. Bez Dekretu i Opinii Krakowskiej. W latach 1989–1990 był członkiem Małopolskiego Komitetu Obywatelskiego.
12 kwietnia 1990 został przywrócony do pracy w Prokuraturze Wojewódzkiej w Krakowie. W tym samym miesiącu został I Zastępcą Prokuratora Generalnego (został odwołany w czerwcu 1991), odpowiadał za weryfikację kadr w prokuraturze po upadku rządów komunistycznych. Następnie pracował w Ministerstwie Sprawiedliwości i Prokuraturze Apelacyjnej w Warszawie. Zajmował się m.in. nadzorem nad postępowaniami wskazanymi przez Sejmową Komisję Nadzwyczajną do Zbadania Działalności MSW (tzw. Komisję Rokity), nadzorem nad usuwaniem skutków stanu wojennego, uczestniczył w śledztwie w sprawie zbrodni katyńskiej. Od 1996 był prokuratorem Prokuratury Krajowej, od 2002 członkiem, a od 2008 do 2016 przewodniczącym Odwoławczego Sądu Dyscyplinarnego dla Prokuratorów przy Prokuratorze Generalnym. W 2010 został prokuratorem Prokuratury Generalnej, w latach 2010–2015 był członkiem z wyboru Krajowej Rady Prokuratorów I kadencji. Przeszedł w stan spoczynku w 2017.
W 2011 został odznaczony Krzyżem Oficerskim Orderu Odrodzenia Polski, w 2017 Krzyżem Wolności i Solidarności (tego drugiego odznaczenia nie przyjął). 
Pochowany na Cmentarzu Salwatorskim w Krakowie. 